# Prix Goya du meilleur film ibéroaméricain

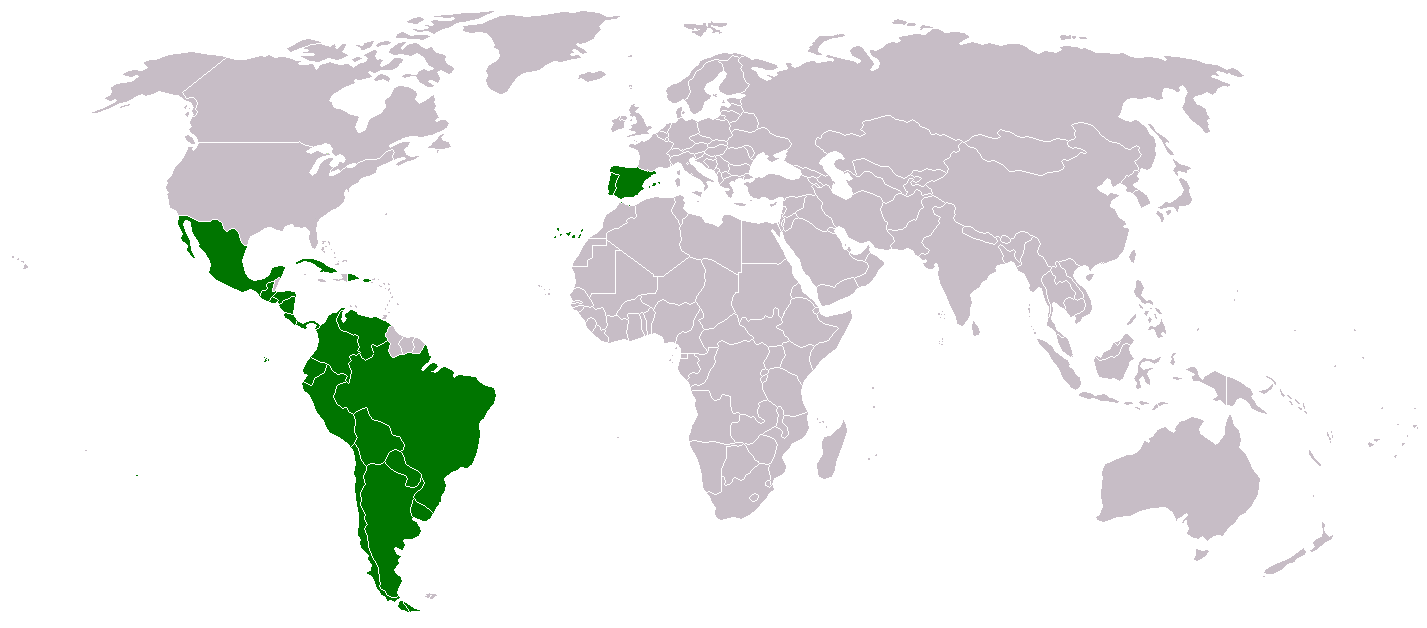
Carte de l'Ibéro-Amérique

Le prix Goya du meilleur film étranger en langue espagnole (Goya a la mejor película extranjera de habla hispana) est une récompense décernée depuis 1987 par l'Academia de las artes y las ciencias cinematográficas de España au cours de la cérémonie annuelle des Goyas.

## Palmarès

### Années 1980
- 1987 : Le Film du roi (La película del rey) de Carlos Sorín  Argentine
- 1989 : Lo que importa es vivir de Luis Alcoriza  Mexique

### Années 1990
- 1990 : La bella del Alhambra d'Enrique Pineda Barnet  Cuba
- 1991 : Caídos del cielo de Francisco Lombardi  Pérou
- 1992 : La frontera de Ricardo Larraín  Chili
- 1993 : Un lieu dans le monde (Un lugar en el mundo) d'Adolfo Aristarain  Argentine
- 1994 : Gatica, el mono de Leonardo Favio  Argentine
- 1995 : Fraise et Chocolat (Fresa y chocolate) de Tomás Gutiérrez Alea et Juan Carlos Tabío  Cuba
- 1996 : El callejón de los milagros de Jorge Fons   Mexique
- 1997 : Sol de otoño d'Eduardo Mignogna  Argentine
- 1998 : Cenizas del paraíso de Marcelo Piñeyro  Argentine
- 1999 : El faro del sur d'Eduardo Mignogna  Argentine

### Années 2000
- 2000 : La vie, c'est siffler (La vida es silbar) de Fernando Pérez  Cuba
- 2001 : Vies brûlées (Plata quemada) de Marcelo Piñeyro  Argentine
- 2001 : La Fuga d'Eduardo Mignogna  Argentine
- 2003 : El último tren de Diego Arsuaga  Uruguay
- 2004 : Historias mínimas de Carlos Sorín  Argentine
- 2005 : Whisky de Juan Pablo Rebella et Pablo Stoll  Uruguay
- 2006 : Iluminados por el fuego de Tristán Bauer  Argentine
- 2007 : Las Manos de Alejandro Doria  Argentine
- 2008 :  XXY de Lucía Puenzo  Argentine
- 2009 :  La buena vida d'Andrés Wood  Chili

### Années 2010
- 2010 :  Dans ses yeux (El secreto de sus ojos) de Juan José Campanella  Argentine
- 2011 : La Vie des poissons (La vida de los peces) de Matías Bize  Chili
- 2012 : El Chino de Sebastián Borensztein  Argentine
- 2013 : Juan of the Dead d'Alejandro Brugués   Cuba/ Espagne
- 2014 : Azul y no tan rosa de Miguel Ferrari  Venezuela
- 2015 : Les Nouveaux Sauvages (Relatos salvajes) de Damián Szifrón  Argentine
- 2016 : El Clan de Pablo Trapero  Argentine
- 2017 : Citoyen d'honneur (El ciudadano ilustre) de Mariano Cohn et Gastón Duprat  Argentine
- 2018 : Une femme fantastique (Una mujer fantástica) de Sebastián Lelio  Chili
- 2019 : Roma de Alfonso Cuarón  Mexique

### Années 2020
- 2020 : La odisea de los giles (Heroic Losers) de Sebastián Borensztein  Argentine
- 2021 : El olvido que seremos (L'Oubli que nous serons) de Fernando Trueba  Colombie
- 2022 : La Cordillère des songes de Patricio Guzmán  Chili
- 2023 : Argentina, 1985 de Santiago Mitre  Argentine
- 2024 : La memoria infinita de Maite Alberdi
- 2025 : Je suis toujours là (Ainda Estou Aqui) de Walter Salles